# Angela Carter
Angela Carter, nata Angela Olive Stalker (Eastbourne, 7 maggio 1940 – Londra, 16 febbraio 1992), è stata una scrittrice e giornalista britannica, conosciuta per le sue opere femministe, di realismo magico e di fantascienza. La sua prosa concilia l'horror-fantasy più macabro con la commedia erotica.

## Biografia
Nata a Eastbourne, Sussex, nel 1940, Angela Olive Stalker si trasferì sin da piccola con la nonna materna nello Yorkshire. L'adolescenza la vide combattere con l'anoressia nervosa. Seguendo le orme del padre, cominciò a lavorare come giornalista per il Croydon Advertiser. Frequentò l'Università di Bristol dove studiò Letteratura inglese.
Nel 1960 sposò Paul Carter, da cui divorziò dodici anni dopo. Nel 1969 utilizzò il premio del Somerset Maugham Award per lasciare il marito e volare a Tokyo, dove visse per due anni e dove, affermò, "imparai cosa significa essere donna e mi radicalizzai" (Nothing Sacred, 1982). Scrisse a proposito delle sue esperienze in Giappone in due articoli per New Society e in una raccolta di racconti, Fuochi d'artificio (1974). Stralci di quell'esperienza si ritrovano anche ne Le infernali macchine del desiderio del dottor Hoffman (1972).
Successivamente Carter esplorò gli Stati Uniti, l'Asia e l'Europa, agevolata dalla sua fluente conoscenza del francese e del tedesco. Passò buona parte del tempo tra la fine degli anni settanta e gli Ottanta come scrittrice ospite delle università (dove tenne anche corsi di scrittura creativa) tra cui si ricordano l'Università di Sheffield, la Brown University, l'Università di Adelaide e l'Università di East Anglia. Nel 1977 sposò in seconde nozze Mark Pearce.
Fin dalla pubblicazione del suo primo romanzo, La danza delle ombre (1966), iniziò ad essere considerata una delle più originali scrittrici britanniche. Seguirono altri otto romanzi, tra cui La bottega dei giocattoli (1967), premiato con il John Llewellyn Rhys Prize, Several Perceptions (1968), premiato con il Somerset Maugham Award, e Notti al circo (1984), premiato con il James Tait Black Memorial Prize. Un altro riconoscimento, il Cheltenham Festival of Literature Award, le fu conferito con la raccolta di racconti La camera di sangue.
Le opere di Angela Carter sono reti intertestuali: molti i riferimenti a Shakespeare (per esempio nel romanzo Figlie sagge), al marchese de Sade (si veda La donna sadiana), a Charles Baudelaire (si veda il racconto Venere nera). Fu però maggiormente ispirata dalla tradizione del racconto orale: riscrisse, infatti, molte fiabe, tra cui Cappuccetto Rosso, Barbablù e La Bella e la Bestia.
Oltre a essere una prolifica scrittrice di fiction, redasse per The Guardian, The Independent e New Statesman numerosi articoli, inclusi nella raccolta Shaking a Leg. Si occupò dell'adattamento radiofonico di alcuni dei suoi racconti e scrisse due drammi, sempre per la radio, per Richard Dadd e Ronald Firbank. Due dei suoi lavori, La compagnia di lupi e La bottega dei giocattoli, videro, rispettivamente nel 1984 e nel 1987, la trasposizione cinematografica, alla cui lavorazione ella stessa partecipò attivamente. Le sue sceneggiature furono pubblicate nella raccolta di opere drammatiche The Curious Room, insieme ad altri lavori, tra cui gli scritti radiofonici, un libretto per un'opera tratta da Orlando di Virginia Woolf e una sceneggiatura inedita intitolata The Christchurch Murders, mai prodotta e basata sulla stessa storia vera di Heavenly Creatures di Peter Jackson. Questi lavori, per lo più trascurati dalla critica, insieme al suo controverso documentario televisivo, The Holy Family Album, furono discussi nel libro di Charlotte Crofts Anagrams of Desire (2003).
Poco prima di morire, Angela Carter aveva iniziato a scrivere un seguito del romanzo Jane Eyre di Charlotte Brontë, basato sulla vita della figlia adottiva di Jane, Adèle Varens, di cui però è sopravvissuta solo una sinossi.
Nel 1992 Angela Carter morì di cancro ai polmoni a cinquantuno anni, nella sua casa di Londra. Un estratto del suo necrologio sul The Observer:

## Opere
Per ogni testo si indica la prima edizione nell'originale inglese e, se presente, la prima traduzione in Italiano.

### Romanzi
- Honeybuzzard poi Shadow Dance, Simon & Schuster, 1967.
- La bottega dei giocattoli (The Magic Toyshop), William Heinemann, 1967. Trad. di Maria Baiocchi, Collezione Immaginario 7, Fanucci Editore, 2002; Fazi Editore, 2023.
- Several Perceptions, William Heinemann, 1968.
- I buoni e i cattivi (Heroes and Villains), William Heinemann, 1969. Trad. di Simona Fefè, Collezione Immaginario 9, Fanucci Editore, 2003.
- Love (Love), Hart-Davis, 1971. Trad. di Rossella Bernascone e Daniela Fargione, Piccola scala stranieri, Rizzoli, 1993.
- Le infernali macchine del desiderio del dottor Hoffman (The Infernal Desire Machines of Doctor Hoffman), Hart-Davis, 1972. Trad. di Lidia Perria Milano, IperFICTION, Interno Giallo, 1989.
- La passione della nuova Eva (The Passion of New Eve), Victor Gollancz Ltd, 1977. Trad. di Barbara Lanati, I Narratori, Giangiacomo Feltrinelli Editore, 1984.
- Notti al circo (Nights at the Circus), Chatto & Windus, 1984. Trad. di Maria Giulia Castagnone, I Narratori, Giangiacomo Feltrinelli Editore, 1985.
- Figlie sagge (Wise Children), Chatto & Windus, 1991. Trad. di Rossella Bernascone e Cristina Juli, La Scala, Rizzoli, 1992.

### Raccolte di racconti
- Fuochi d'artificio (Fireworks: Nine Profane Pieces), Quartet Books, 1974. Trad. di Sara Caraffini, Gli Alianti 17, Marcos y Marcos, 1993.
- La camera di sangue (The Bloody Chamber), Victor Gollancz Ltd, 1979. Trad. di Barbara Lanati, I Narratori, Giangiacomo Feltrinelli Editore, 1984.
- Venere nera (Black Venus), Chatto & Windus, 1985. Trad. di Barbara Lanati, I Narratori, Giangiacomo Feltrinelli Editore, 1987.
- Fantasmi americani (American Ghosts and Old World Wonders), Vintage, 1993. Trad. di Maria Cristina Iuli e Angela Tranfo, Anabasi, 1994.
- Nell'antro dell'alchimista. Tutti i racconti (Burning Your Boats: Collected Short Stories), Chatto & Windus, 1995. Trad. di Susanna Basso e Rossella Bernascone, 2 voll., La Scala, Rizzoli, 1997 e 1998. Anche in volume unico come Il vuoto attorno. Tutti i racconti, trad. vari, Scrittori di tutto il mondo, Corbaccio, 2005.

### Libri illustrati per l'infanzia
- The Donkey Prince (1970)
- Miss Z, the Dark Young Lady (1970)
- Comic and Curious Cats (1979)
- The Music People (1980)
- Moonshadow (1982)
- Gatto Marino e Re Drago (Sea-Cat and Dragon King), 1990. Trad. di Giulia Niccolai, illustrazioni di Simona Mulazzani, Mondadori, 2000.

### Poesia lirica
- Five Quiet Shouters (1966)
- Unicorn (1966)

### Teatro e radiodrammi
- Venite su queste sabbie d'oro. Quattro radiodrammi (Come Unto These Yellow Sands: Four Radio Plays), Bloodaxe Books, 1985. Trad. di Guido Almansi e Claude Béguin, La Scala, Rizzoli, 1995.
- The Curious Room: Plays, Film Scripts and an Opera, 1996.

### Saggistica
- La donna sadiana (The Sadeian Woman: An Exercise in Cultural History), Pantheon Books, 1978. Trad. di Patrizia Carella, Le Idee, Giangiacomo Feltrinelli Editore, 1986.
- Nothing Sacred: Selected Writings, Time Warner Books, 1982.
- La donna pomodoro: eros, cibo e letteratura (Expletives Deleted: Selected Writings), Vintage, 1993. Traduzione e curatela di Valeria Viganò, Fazi Editore, 1997.
- Shaking a Leg: Collected Journalism and Writing, Chatto & Windus, 1997.

### Soggetti audiovisivi
- The Holy Family Album, regia di Jo Ann Kaplan, sceneggiatura e narrazione di Angela Carter, Large Door Productions, 1991. Documentario trasmesso da Channel 4.

### Curatele

#### Angela Carter's Book of Fairy Tales
Una selezione in due volumi di fiabe e favole provenienti da tradizioni di tutto il mondo, riunita postuma nel tomo unico Angela Carter's Book of Fairy Tales, Virago, 2005.
1. Le fiabe delle donne. Raccolte dalla tradizione popolare di tutto il mondo da Angela Carter (The Virago Book of Fairy Tales), Virago, 1990. Trad. di Marisa Bulgheroni e Ennio Valentino, Serra & Riva, 1991.
2. The Second Virago Book of Fairy Tales, Virago, 1992.

#### Volumi singoli
- Sleeping Beauty & Other Favourite Fairy Tales, Victor Gollancz Ltd, 1982.
- Wayward Girls and Wicked Women: An Anthology of Stories, Virago, 1986.

## Adattamenti cinematografici
- In compagnia dei lupi (The Company of Wolves, 1984) di Neil Jordan, adattato dalla stessa Carter e tratto dal suo racconto La compagnia di lupi e da Lupo-Alice
- The Magic Toyshop (1987), adattato da Angela Carter e tratto dal romanzo omonimo